# Alix (fumetto)

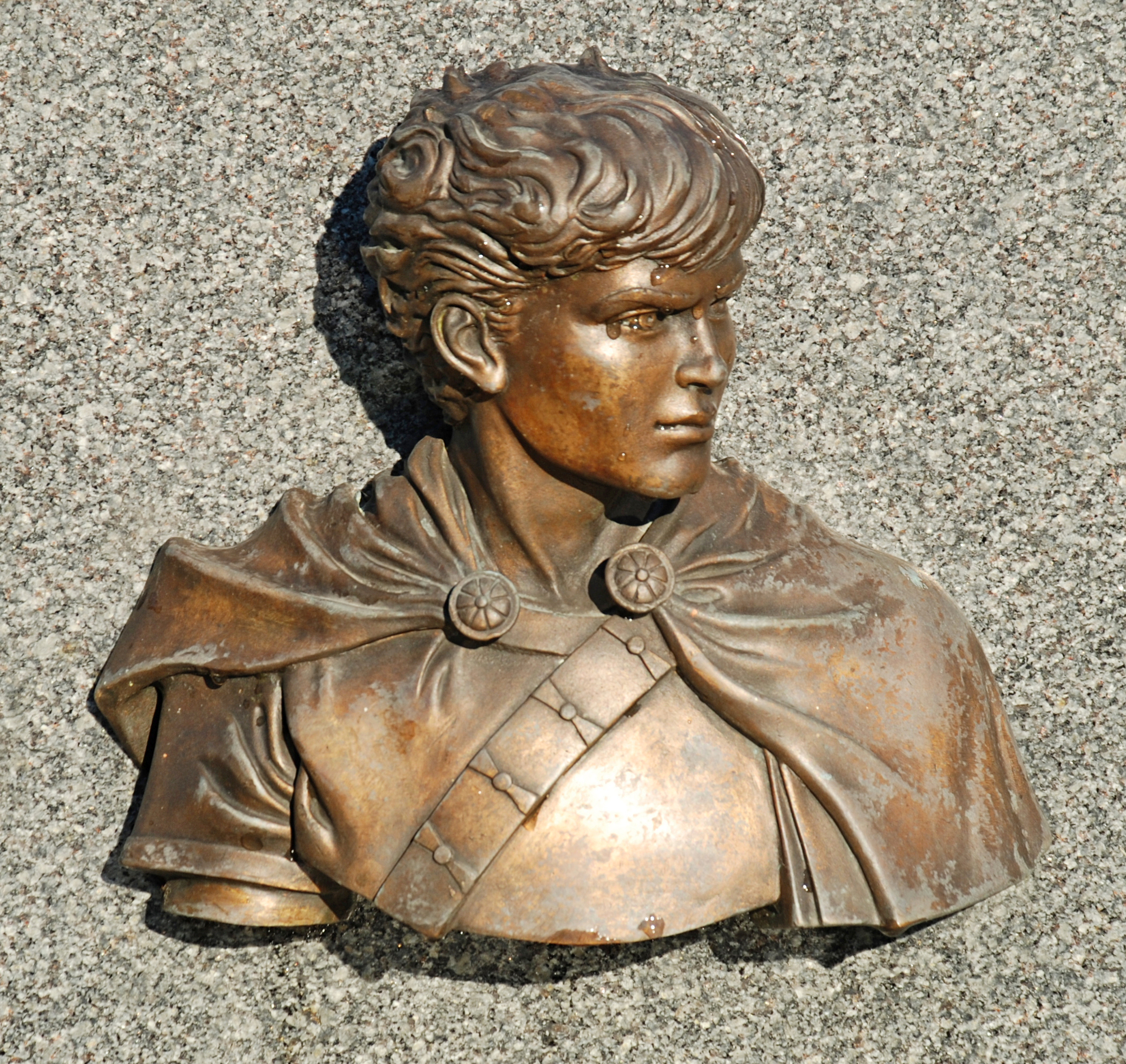
Busto di Alix sulla tomba di Jacques Martin a Céroux (Ottignies-Louvain-la-Neuve, Belgio).

Alix è un personaggio immaginario protagonista di una omonima serie a fumetti creata da Jacques Martin nel 1948 e ritenuta una dei classici del fumetto franco-belga. Le storie sono ambientate nel mondo antico all'incirca tra le guerre galliche e la guerra civile tra Cesare e Pompeo. Dal 1948 sono stati pubblicati 38 album, e la serie ha generato numerosi spin-off.

## Caratterizzazione del personaggio
Alix è il figlio del capo gallico Astorix e, nel 53 a.C., venne adottato dal governatore romano Honoris Galla. Nel primo episodio, La Sphinx d'or, pubblicato in volume nel 1950, conosce un giovane egizio, Enak, che diverrà la sua spalla fissa e con il quale intraprenderà viaggi in vari paesi del mondo antico.

## Storia editoriale
Il personaggio, ideato da Jacques Martin, esordì nel 1948 sulla rivista Tintin (n. 38 del 16 settembre); Martin realizzerà da solo i primi venti volumi della serie, fino al 1998, quando i disegni vennero realizzati da Rafael Moralès. Dal 1998 al 2005 Moralès venne affiancato da Marc Henniquiau, dopo i quali vengono costituiti due gruppi diretti da Patrick Weber, a cui appartengono Christophe Simon e Fernand Van Vosselen (Ferry). Dopo la morte di Martin, nel 2010, la serie venne continuata da altri autori basandosi su soggetti e sceneggiature di Martin.

## Personaggi
- Alix Gracco, il protagonista, un giovane Gallo adottato da un patrizio romano e amico di Cesare;
- Enak Menkhara, l'inseparabile amico di Alix e principe egiziano;
- Arbace, un Greco senza scrupoli, nemico giurato di Alix;
- Androcle, fratello di Arbace, meno malvagio e rispettato reciprocamente da Alix;
- Galva, un centurione romano che aiuta Alix in più occasioni;
- Eraclio, giovane Spartano salvato da Alix;
- Orazio, fido generale di Cesare e tutore di Eraclio;
- Giulio Cesare, il condottiero che protegge Alix, anche se non si trovano sempre d'accordo sulla politica;
- Cleopatra, regina d'Egitto più volte incontrata da Alix;
- Gneo Pompeo, rivale di Cesare e nemico di Alix;
- Vanic, cugino di Alix e sostenitore di Cesare.

## Elenco dei volumi
La serie, dapprima pubblicate su Tintin, dal 1956 vengono pubblicate su singoli album prima da Lombard, poi dal 1965 da Casterman, la quale negli anni successivi ripubblicò anche gli album già usciti.
Dall'album Il testamento di Cesare, il primo ad essere pubblicato dopo la morte di Jacques Martin, l'ordine cronologico della serie non corrisponde più all'ordine di uscita dell'album, ma molte avventure di seguito pubblicate vanno ad intercalarsi a quelle uscite in precedenza. Nel 2018, la serie comprende 37 volumi tradotti in 15 lingue.
| Numero | Titolo                  | Titolo originale         | Sceneggiatura                                     | Disegni                                         | Anno | Edizioni Mondadori Comics (# - ISBN) | Edizioni Alessandro Editore (# - ISBN) | Edizioni Nona Arte (# - ISBN) |
| ------ | ----------------------- | ------------------------ | ------------------------------------------------- | ----------------------------------------------- | ---- | ------------------------------------ | -------------------------------------- | ----------------------------- |
| 1      | Alix l'intrepido        | Alix l'intrépide         | Jacques Martin                                    | Jacques Martin                                  | 1948 | 15 - 978-88-6926288-3                |                                        | 1 - 978-88-9972821-2          |
| 2      | La Sfinge d'oro         | Le Sphinx d'or           | Jacques Martin                                    | Jacques Martin                                  | 1949 |                                      |                                        | 1 - 978-88-9972821-2          |
| 3      | L'isola maledetta       | L'Île maudite            | Jacques Martin                                    | Jacques Martin                                  | 1951 |                                      |                                        | 1 - 978-88-9972821-2          |
| 4      | La tiara di Oribal      | La Tiare d'Oribal        | Jacques Martin                                    | Jacques Martin                                  | 1955 |                                      |                                        | 2 - 978-88-9972829-8          |
| 5      | L'artiglio nero         | La Griffe noire          | Jacques Martin                                    | Jacques Martin                                  | 1958 |                                      |                                        | 2 - 978-88-9972829-8          |
| 6      | Le legioni perdute      | Les Légions perdues      | Jacques Martin                                    | Jacques Martin                                  | 1962 | 4 - 978-88-6926223-4                 |                                        | 2 - 978-88-9972829-8          |
| 7      |                         | Le Dernier Spartiate     | Jacques Martin                                    | Jacques Martin                                  | 1966 |                                      |                                        |                               |
| 8      | La tomba etrusca        | Le Tombeau étrusque      | Jacques Martin                                    | Jacques Martin                                  | 1967 | 1 - 978-88-6926195-4                 |                                        |                               |
| 9      |                         | Le Dieu sauvage          | Jacques Martin                                    | Jacques Martin                                  | 1969 |                                      |                                        |                               |
| 10     | Iorix il grande         | Iorix le grand           | Jacques Martin                                    | Jacques Martin                                  | 1971 | 9 - 978-88-6926253-1                 |                                        |                               |
| 11     | Il principe del Nilo    | Le Prince du Nil         | Jacques Martin                                    | Jacques Martin                                  | 1973 | 3 - 978-88-6926216-6                 | 3 - 978-88-8285138-5                   |                               |
| 12     | Il figlio di Spartaco   | Le Fils de Spartacus     | Jacques Martin                                    | Jacques Martin                                  | 1974 | 2 - 978-88-6926201-2                 | 2 - 978-88-8285095-1                   |                               |
| 13     | Lo spettro di Cartagine | Le Spectre de Carthage   | Jacques Martin                                    | Jacques Martin                                  | 1976 | 8 - 978-88-6926247-0                 |                                        |                               |
| 14     | Sacrificati al vulcano  | Les Proies du volcan     | Jacques Martin                                    | Jacques Martin                                  | 1977 | 6 - 978-88-6926235-7                 |                                        |                               |
| 15     | Il bambino greco        | L'Enfant grec            | Jacques Martin                                    | Jacques Martin                                  | 1979 | 13 - 978-88-6926277-7                |                                        |                               |
| 16     | La torre di Babele      | La tour de Babel         | Jacques Martin                                    | Jacques Martin                                  | 1981 | 7 - 978-88-6926240-1                 |                                        |                               |
| 17     | L'Imperatore della Cina | L'Empereur de Chine      | Jacques Martin                                    | Jacques Martin                                  | 1983 | 14 - 978-88-6926284-5                |                                        |                               |
| 18     | Vercingetorige          | Vercingétorix            | Jacques Martin                                    | Jacques Martin                                  | 1985 | 11 - 978-88-6926263-0                |                                        |                               |
| 19     | Il cavallo di Troia     | Le Cheval de Troie       | Jacques Martin                                    | Jacques Martin                                  | 1988 | 5 - 978-88-6926226-5                 |                                        |                               |
| 20     | Oh Alessandria          | Ô Alexandrie             | Jacques Martin                                    | Jacques Martin                                  | 1996 | 10 - 978-88-6926258-6                |                                        |                               |
| 21     | I barbari               | Les Barbares             | Jacques Martin                                    | Rafael Moralès                                  | 1998 |                                      | 1 - 978-88-8285034-0                   |                               |
| 22     |                         | La Chute d'Icare         | Jacques Martin                                    | Rafael Moralès                                  | 2001 |                                      |                                        |                               |
| 23     |                         | Le Fleuve de jade        | Jacques Martin                                    | Rafael Moralès                                  | 2003 |                                      |                                        |                               |
| 24     | Roma, Roma...           | Roma, Roma...            | Jacques Martin                                    | Rafael Moralès, Marc Henniquiau                 | 2005 | 12 - 978-88-6926271-5                |                                        |                               |
| 25     |                         | C'était à Khorsabad      | Jacques Martin, François Maingoval                | Christophe Simon, Cédric Hervan                 | 2006 |                                      |                                        |                               |
| 26     |                         | L'Ibère                  | Jacques Martin                                    | Jacques Martin                                  | 2007 |                                      |                                        |                               |
| 27     |                         | Le Démon du Pharos       | Jacques Martin, Patrick Weber                     | Christophe Simon, Manuela Jumet                 | 2008 |                                      |                                        |                               |
| 28     |                         | La Cité engloutie        | Jacques Martin, Patrick Weber                     | Ferry                                           | 2009 |                                      |                                        |                               |
| 29     |                         | Le Testament de César    | Marco Venanzi                                     | Jacques Martin, Marco Venanzi                   | 2010 |                                      |                                        |                               |
| 30     |                         | La Conjuration de Baal   | Jacques Martin, Michel Lafon                      | Christophe Simon, Manuela Jumet, Jacques Martin | 2011 |                                      |                                        |                               |
| 31     |                         | L'Ombre de Sarapis       | Jacques Martin, Marco Venanzi, Mathieu Barthélemy | François Corteggiani                            | 2012 |                                      |                                        |                               |
| 32     |                         | La Dernière Conquête     | Jacques Martin, Géraldine Ranouil                 | Marc Jailloux                                   | 2013 |                                      |                                        |                               |
| 33     |                         | Britannia                | Jacques Martin, Mathieu Breda, Marc Jailloux      | Marc Jailloux                                   | 2014 |                                      |                                        |                               |
| 34     |                         | Par-delà le Styx         | Jacques Martin, Mathieu Breda                     | Marc Jailloux                                   | 2015 |                                      |                                        |                               |
| 35     |                         | L'or de Saturne          | Jacques Martin, Marco Venanzi                     | Pierre Valmour                                  | 2016 |                                      |                                        |                               |
| 36     |                         | Le Serment du gladiateur | Jacques Martin, Mathieu Breda                     | Marc Jailloux                                   | 2017 |                                      |                                        |                               |
| 37     |                         | Veni Vidi Vici           | Jacques Martin, David B.                          | Giorgio Albertini                               | 2018 |                                      |                                        |                               |
| 38     |                         | Les Helvètes             | Jacques Martin, Mathieu Breda                     | Marc Jailloux                                   | 2019 |                                      |                                        |                               |

Fino al 2015 in Italia erano stati pubblicati solo tre album: I barbari, Il figlio di Spartaco e Il principe del Nilo, da Alessandro Editore, ma dal 16 settembre 2015 Mondadori Comics ha pubblicato 15 volumi della serie, anche se non seguendo l'ordine di uscita originale.